# ناحیه مرکز-است
ناحیه مرکز-است (به لاتین: Centre-Est Region) یک منطقهٔ مسکونی در بورکینافاسو است که در بورکینافاسو واقع شده‌است. ناحیه مرکز-است ۱۴٬۶۵۶ کیلومتر مربع مساحت و ۱٬۵۷۸٬۰۷۵ نفر جمعیت دارد.